# Dmytro Antonovitch
Dmytro Antonovitch, né le 14 novembre 1877 à Kiev et mort le 12 octobre 1945 à Prague, était un homme politique, professeur et historien de l'art ukrainien. Il fut président du Parti travailliste social-démocrate ukrainien. 

## Biographie
Dmytro Antonovitch était le fils d'un historien ukrainien Volodimir Antonovich, le mari de Katerina Antonovich. Dmytro fut étudiant à l'Université nationale de Kharkiv.
De 1900 à 1905, il est l'un des fondateurs et dirigeants du Parti révolutionnaire ukrainien (RUP), créé en 1900 dans la ville de Kharkiv, et à partir de 1905, du Parti ouvrier social-démocrate ukrainien (USDRP). 
En 1905, Dmytro Antonovitch est remplacé par Mykola Porch à la tête du parti avec qui il avait précédemment publié le journal "Pratsia" (Travail). 
Dmytro Antonovitch était membre de la Rada centrale ukrainienne. Il a été ministre des affaires navales de la République populaire ukrainienne (UNR), dans des cabinets dirigés par Volodymyr Vynnytchenko et Vsevolod Holoubovytch, et ministre des arts sous le gouvernement de Volodymyr Tchekhivsky (1918/1919). Dmytro Antonovitch était le président de la mission diplomatique ukrainienne de la République populaire ukrainienne à Rome.

## Liens externes

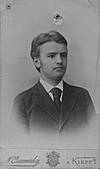
Portait de Dmytro Antonovitch.